# Sylvia, Kansas
Sylvia är en ort i Reno County i Kansas. Vid 2010 års folkräkning hade Sylvia 218 invånare.